# Чуфарово (Оренбургская область)
Чуфа́рово — деревня в Бузулукском районе Оренбургской области России. Входит в состав Лисьеполянского сельсовета.

## География
Деревня находится в западной части Оренбургской области, в пределах возвышенности Общий Сырт, в степной зоне, на левом берегу реки Танеевка, на расстоянии примерно 17 км (по прямой) к северо-северо-востоку (NNE) от города Бузулук. Абсолютная высота — 122 м над уровнем моря.
Климат
Климат характеризуется как резко континентальный с морозной суровой зимой и жарким сухим летом. Среднегодовая температура составляет 4 °C. Средняя температура воздуха самого тёплого месяца (июля) — 21,9 °C; самого холодного (января) — −14,8 °C (абсолютный минимум — −43 °C). Безморозный период длится в течение 142 дней в году. Среднегодовое количество атмосферных осадков составляет 393 мм.
Часовой пояс
Деревня Чуфарово, как и вся Оренбургская область, находится в часовой зоне МСК+2. Смещение применяемого времени относительно UTC составляет +5:00.

## История
Деревня основана в 1750-х годах помещиком Чуфаровым.

## Население
| 2003 | 2010 |
| ---- | ---- |
| 16   | ↘0   |